# ARFU Asian Rugby Championship 1978
Die ARFU Asian Rugby Championship 1978 war ein Wettbewerb für asiatische Nationalmannschaften in der Sportart Rugby Union. Es handelte sich um die sechste Ausgabe der vom Verband Asian Rugby Football Union (ARFU) organisierten Rugby-Union-Asienmeisterschaft. Beteiligt waren sieben Mannschaften, die vom 16. bis 25. November an einem Turnier in Kuala Lumpur in zwei Gruppen gegeneinander antraten. Nach dem Finale stand Japan zum sechsten Mal als Asienmeister fest.

## Vorrunde

### Gruppe A
|    | Land      | Spiele | Siege | Unent. | Ndlg. | Spiel- punkte | Diff. | Tabellen- punkte |
| -- | --------- | ------ | ----- | ------ | ----- | ------------- | ----- | ---------------- |
| 1. | Japan     | 2      | 2     | 0      | 0     | 81:26         | + 55  | 4                |
| 2. | Thailand  | 2      | 1     | 0      | 1     | 41:63         | − 22  | 2                |
| 3. | Sri Lanka | 2      | 0     | 0      | 2     | 24:57         | − 33  | 0                |

| 19. November 1978 | Sri Lanka | 16 : 23 | Thailand | Stadium Merdeka, Kuala Lumpur |
| 19. November 1978 |           |         |          | Stadium Merdeka, Kuala Lumpur |

| 21. November 1978 | Japan | 47 : 18 | Thailand | Stadium Merdeka, Kuala Lumpur |
| 21. November 1978 |       |         |          | Stadium Merdeka, Kuala Lumpur |

| 23. November 1978 | Japan | 34 : 8 | Sri Lanka | Stadium Merdeka, Kuala Lumpur |
| 23. November 1978 |       |        |           | Stadium Merdeka, Kuala Lumpur |

### Gruppe B
|    | Land     | Spiele | Siege | Unent. | Ndlg. | Spiel- punkte | Diff. | Tabellen- punkte |
| -- | -------- | ------ | ----- | ------ | ----- | ------------- | ----- | ---------------- |
| 1. | Südkorea | 3      | 3     | 0      | 0     | 109:3         | + 106 | 6                |
| 2. | Singapur | 3      | 2     | 0      | 1     | 38:64         | − 26  | 4                |
| 3. | Hongkong | 3      | 1     | 0      | 2     | 41:38         | + 3   | 2                |
| 4. | Malaysia | 3      | 0     | 0      | 3     | 27:110        | − 83  | 0                |

| 18. November 1978 | Südkorea | 40 : 3 | Singapur | Stadium Merdeka, Kuala Lumpur |
| 18. November 1978 |          |        |          | Stadium Merdeka, Kuala Lumpur |

| 18. November 1978 | Malaysia | 12 : 32 | Hongkong | Stadium Merdeka, Kuala Lumpur |
| 18. November 1978 |          |         |          | Stadium Merdeka, Kuala Lumpur |

| 20. November 1978 | Hongkong | 0 : 7 | Südkorea | Stadium Merdeka, Kuala Lumpur |
| 20. November 1978 |          |       |          | Stadium Merdeka, Kuala Lumpur |

| 20. November 1978 | Malaysia | 15 : 16 | Singapur | Stadium Merdeka, Kuala Lumpur |
| 20. November 1978 |          |         |          | Stadium Merdeka, Kuala Lumpur |

| 22. November 1978 | Hongkong | 9 : 19 | Singapur | Stadium Merdeka, Kuala Lumpur |
| 22. November 1978 |          |        |          | Stadium Merdeka, Kuala Lumpur |

| 22. November 1978 | Malaysia | 0 : 62 | Südkorea | Stadium Merdeka, Kuala Lumpur |
| 22. November 1978 |          |        |          | Stadium Merdeka, Kuala Lumpur |

## Platzierungsspiele

### Spiel um Platz 3
| 23. November 1974 | Singapur | 16 : 15 | Thailand | Stadium Merdeka, Kuala Lumpur |
| 23. November 1974 |          |         |          | Stadium Merdeka, Kuala Lumpur |

### Finale
| 23. November 1978 17:00 MST | Japan                                                                     | 16 : 4        | Südkorea    | Stadium Merdeka, Kuala Lumpur |
| 23. November 1978 17:00 MST | Versuche: Toyoda Ujino Erhöhungen: Minamikawa Straftritte: Minamikawa (2) | (3:4) Bericht | Versuche: 1 | Stadium Merdeka, Kuala Lumpur |